# Gråsjälreven
Gråsjälreven bestaat uit twee eilandjes annex riffen in de Lule-archipel. De eilandjes liggen aan de zuidoostpunt van Nagelskäret. Er is geen oeververbinding en er staan een paar kleine huizen. Het eiland ligt niet in de Gråsjälfjärden, dat op een afstand van ongeveer 20 kilometer van Luleå ligt, maar in de Fjuksöfjord.